# Carl David af Wirsén

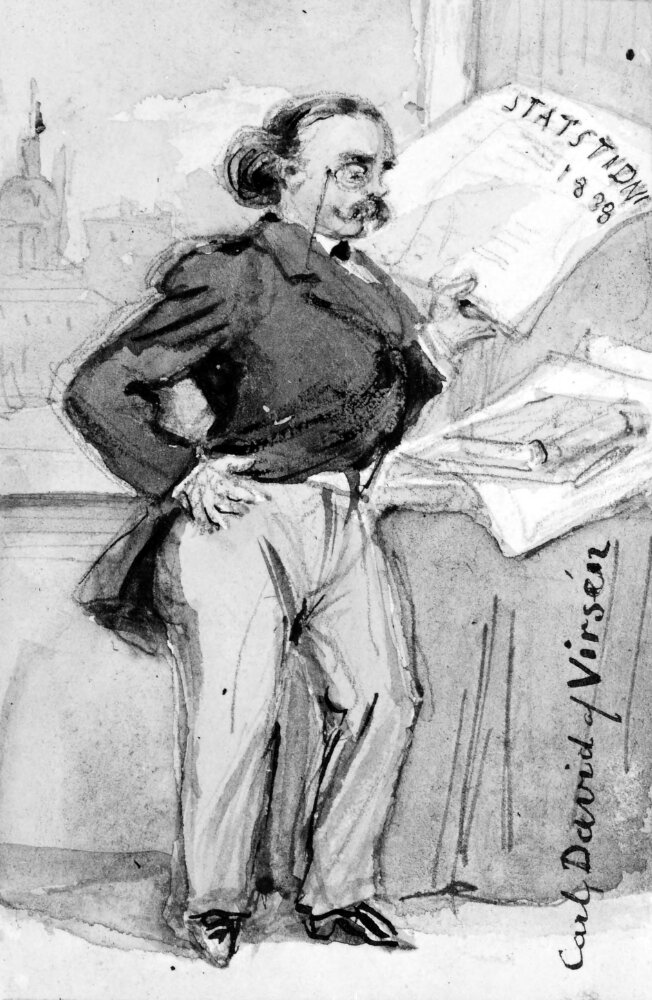
Skiss av Carl David af Wirsén av Fritz von Dardel.

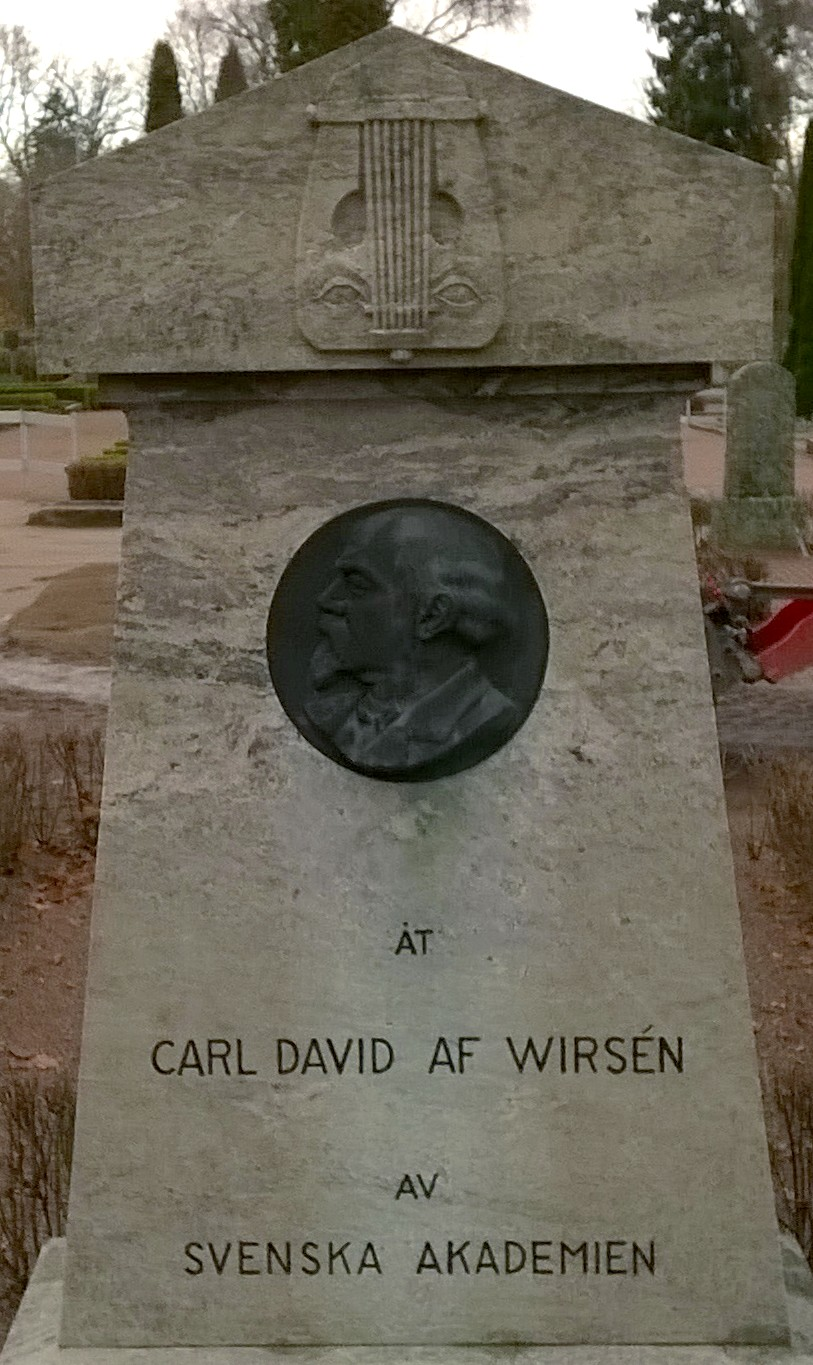
Gravstenen på Uppsala gamla kyrkogård.

Carl David af Wirsén (fil), född 9 december 1842 i Vallentuna, död 15 juni 1912 i Stockholm, var en svensk poet, litteraturkritiker och Svenska Akademiens ständige sekreterare 1883–1884 (tillförordnad), 1884–1912 (ordinarie). Han var far till Einar af Wirsén.

## Biografi

### Tidiga år
Han föddes på Bällsta gård i Vallentuna socken i Uppland som son till översten och sekundchefen för Livregementets dragonkår Thure af Wirsén och Eleonore von Schulzenheim.
Fadern ägde och var disponent vid Rockhammars bruk i Rockhammar från 1848 och bruket ärvdes vid faderns död av Carl David tillsammans med sina systrar, men driften överläts på hans svågrar varav den ene småningom övertog ägandet. I Rockhammar finns en minnessten rest över släkten och en bostadsgata kallad "Wirséns väg".

### Utbildning
Han studerade vid Stockholms gymnasium, och blev student 1860 vid Uppsala universitet, där han 1862 avlade kansliexamen och 1866 filosofie kandidatexamen och samma år promoverades till filosofie doktor. Under en vistelse i Paris skrev han Studier rörande reformerna inom den franska vitterheten under sextonde och nittonde seklen (1868), vilket renderade honom en docentur i litteraturhistoria vid Uppsala universitet. 1870 blev han lektor i svenska och latin vid Uppsala högre allmänna läroverk. Samma år utgav han, tillsammans med Hans Forssell, Svensk tidskrift.

### Karriär
1876 bosatte han sig i Göteborg, där han föreläste och vårdade museets bibliotek och konstsamlingar. 1879 invaldes han efter Carl Wilhelm Böttiger på stol nr 8 i Svenska Akademien och flyttade året efter till Stockholm, där han blev litteraturgranskare i Post- och Inrikes Tidningar och från 1886 även i tidningen Vårt land. I november 1884 valdes han till akademiens ständige sekreterare. I denna befattning ingick att leda arbetet med "fixering av stavsättet" och akademiens ordbok. Det förstnämnda arbetet resulterade i Svenska Akademiens ordlista (SAOL), där det modernare stavningssättet vann gehör men inte af Wirséns gillande. Tillsammans med Theodor Wisén och Esaias Tegnér d.y. försökte han försena utgivningen. I december 1883 förordnades af Wirsén till ledamot av psalmbokskommittén, vilken fick till uppgift att "med varsamhet utarbeta ett nytt förslag till psalmbok". Resultatet blev 1889 års utgåva.
Som versdiktare publicerade sig af Wirsén, under signaturen Kuno, först i studentkalendern Isblomman (1861) och i Namnlösa sällskapets första publikation Sånger och berättelser af nio signaturer (1863). Därefter dröjde det till sorgfesten i Uppsala 1872 efter kung Karl XV:s död för vilken han skrev Sång till minne af konung Carl XV. Efter åtskilliga romantiska dikter i månadsskriften Nu gav han ut sin första samling Dikter 1876. Den följdes av flera andra diksamlingar (se bibliografin). Han belönades 1881 med guldmedalj vid en av Spanska akademien öppnad internationell sångartävling. Hans kristna livsåskådning tog sig många uttryck i hans arbeten, till exempel ett antal psalmer och andliga dikter.
Hans konservativa åsikter och en riklig publicering av sin litteraturkritik gjorde att han blev vida känd men också ivrigt motsagd, ibland i hårda ordalag, av sina meningsmotståndare som representerade nyare idéer (nya tiden) med stavningsreform och en friare språklig stil. Enligt hans uppfattning hade "diktningen till uppgift att uppdaga det absoluta, osinnliga innehåll, som ligger till grund för sinnevärldens företeelser. Skaldens kall är ett ljusets prästämbete, han skall i dikten uppenbara en högre värld av renhet och frid ..."
Som kritiker hade Wirsén många bildade människors öra men ingen större förbindelse med den unga litteraturen, och han har blivit beryktad för sina många negativa recensioner av August Strindberg, Verner von Heidenstam, Selma Lagerlöf, Henrik Ibsen och många andra. Hans centrala befattning som ständig sekreterare i Svenska Akademien – den institution som från 1901 började utdela det litterära Nobelpriset – hade även betydande inflytande på de första årens val av pristagare; exempelvis lyckades Wirsén länge utmanövrera Selma Lagerlöf från utmärkelsen, genom att år efter år – fram till att hon mottog priset 1909 – förmå en majoritet av akademiledamöterna att rösta på alternativa, ofta av honom själv nominerade, kandidater.
Carl David af Wirsén är begravd på Uppsala gamla kyrkogård.